# Técnico em hidrologia

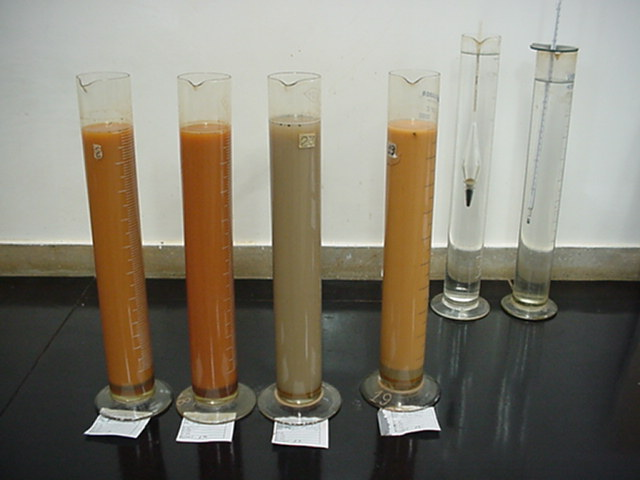
Ensaio de sedimentação: amostras de solos dispersas em água destilada.

Técnico em hidrologia é uma formação no qual se obtém conhecimentos para atuação em diversas áreas da hidrologia.

## No Brasil
No Brasil, o primeiro curso técnico em hidrologia, foi criado no ano de 1969, numa parceria entre IPH/UFRGS e UNESCO com o objetivo de formar profissionais capacitados para as diferentes atividades da área de hidrometria e hidrologia, sendo o primeiro curso técnico em hidrologia da América do Sul e Caribe.
O Instituto de Pesquisas Hidráulicas (IPH), até o ano de 2010, foi a única entidade a oferecer o curso com esse formato. Em setembro de 2010, através da Resolução 079/10, o Instituto Federal do Paraná cria o curso técnico em hidrologia, Campus Foz do Iguaçu.
O curso é fruto de uma parceria entre a Diretoria Técnica de Itaipu e o IFPR. Várias disciplinas e práticas de campo contarão com o apoio dos profissionais da Divisão de Estudos Hidrológicos e Energéticos da Usina de Itaipu, que é um diferencial do curso, uma vez que a qualidade do trabalho desses profissionais é reconhecida em todo o país.²
O hidrotécnico é um profissional capacitado, segundo o IPH, para cumprir as seguintes tarefas:
- instalação, operação e manutenção de equipamentos destinados à medição de níveis e vazão em rios, lagos e estuários
- instalação e manutenção de estações meteorológicas
- coleta de dados para monitoramento ambiental de bacias hidrográficas
- levantamentos topográficos
- levantamento das características batimétricas e morfológicas de cursos de água
- coleta a campo de dados para análise de qualidade de água
- coleta, interpretação e análise de sedimentos
- instalação, operação e manutenção de equipamentos para registro de correntes, marés, ondas e outras características marítimas
- levantamento topográfico de perfis de praia
- implantação e controle de sistemas de irrigação
- execução de ensaios de bombeamento em poços
- participação em projetos de obras hidráulicas e na execução de estudos em modelos reduzidos